# Wahrenholz
Wahrenholz ist eine Gemeinde im Landkreis Gifhorn in Niedersachsen.

## Geografie

### Lage
Die Gemeinde Wahrenholz liegt südlich des Naturparks Südheide an der Ise. Die Gemeinde gehört seit der Gebietsreform in Niedersachsen mit Wirkung zum 1. April 1974 als eine von sechs Mitgliedsgemeinden der Samtgemeinde Wesendorf an, die ihren Verwaltungssitz im Rathaus in der Gemeinde Wesendorf hat. Die Gemeinde Wahrenholz hat  3896 Bewohner mit Stand vom 31. Dezember 2022.

### Gemeindegliederung
- Betzhorn
- Teichgut
- Wahrenholz (Hauptort)
- Weißenberge
- Weißes Moor

## Geschichte
Nach dem Slawenaufstand von 983 hatte sich die Situation im östlichen Niedersachsen verschärft. Bernward von Hildesheim musste nach seinem Amtsantritt als Bischof in Hildesheim vordringlich die Sicherung der Grenzen seiner Diözese vorantreiben. Im Zeitraum von 994 bis 997 erbaute er die Mundburg und die Burg Wahrenholz als Pfahlburgen (castellum) an Aller und Ise, die wohl Teil einer Reihe von Grenzverteidigungsanlagen gegen Einfälle von Slawen waren. In einer Urkunde Heinrichs II. von 1013 wurde ihm der Besitz von Burg und Burgward Wahrenholz (Wirinholt) bestätigt.
Das Dorf entwickelte sich westlich der Ise, am Weg von Hildesheim in die Altmark, um den für die Burg angelegten Wirtschaftshof herum. Im Jahre 1489 gab es bereits 16 abgabepflichtige Feuerstellen, davon mindestens elf, wahrscheinlicher aber 13 Vollhöfe, einer davon im Besitz des Müllers.
Eine eigene kleine Vogtei, die auch Betzhorn und Westerholz umfasste, hatte spätestens seit dem 16. Jahrhundert ihren Sitz in Wahrenholz; wahrscheinlich war sie aber älter oder hatte ältere Vorläufer, denn schon zwischen 1013 und 1023 war von einer Vogtei die Rede, die zum Castell Wyrinholt gehörte.
Die Mühle – erstmals 1425 erwähnt, also tatsächlich wohl um einiges älter – war für die jeweiligen Grundherren von großer wirtschaftlicher Bedeutung: einmal direkt durch den lukrativen Mühlenzins, zum anderen gaben die zu führenden „Mahl“-Bücher Auskunft darüber, wie viel geerntet worden war (Grundlage für die Abgabenberechnung) und woher das Mahlgut kam (Brücken- und Wegezoll).
Um 1600 starb mehr als die Hälfte der Bewohner an der Pest.
Der frühere Holzreichtum bildete die Basis für eine weitere Palette von Betrieben: Sägewerk, Zimmerei, Tischlerei – ebenfalls noch mit den vielen Erweiterungen vertreten. Die gezielte Forstwirtschaft geht auf die Holzverordnungen vor allem nach den Verwüstungen des Dreißigjährigen Krieges zurück. Auf deren Einhaltung hatten die Förster zu achten, die damit nicht mehr als Jäger, sondern eher als Holzschützer arbeiteten und deren Entlohnung ursprünglich aus den Strafgeldern für Holzfrevel bestand. Erst nach dem Siebenjährigen Krieg (1769) scheint durchgehend eine staatliche Besoldung und auch eine feste Rangordnung eingeführt worden zu sein. Wahrenholz bekam eine Oberförsterei, Mittelpunkt der Forsten des Amtes Gifhorn und späteren Amtes Isenhagen, und dem Oberforstamt Celle unterstellt – zuletzt 1801 erwähnt. Seit 1880 war Wahrenholz Revierförsterei des Forstamtes Knesebeck; 1997 im Rahmen einer Umstrukturierung der Niedersächsischen Forstbezirke, wurde es dem Forstamt Fallersleben zugeordnet. Neben dem Holzdiebstahl sollten die Förster auch Wilddiebereien verhindern. Eine weitere Aufgabe stellte ab 1661 die Organisation der Flößerei dar, die in Wahrenholz oberhalb der Mühle ihren Anfang nahm und Holz bis Bremen beförderte. Erst 1930 wurde diese Art des Transports vollständig aufgegeben. Ein Grund dafür könnte der Ausbau des Eisenbahnnetzes gewesen sein, denn seit 1900 hatte Wahrenholz einen eigenen Bahnhof. Von 1943/1944 bis 1963 spielte er auch als Ölverladestation eine Rolle.

### Religionen

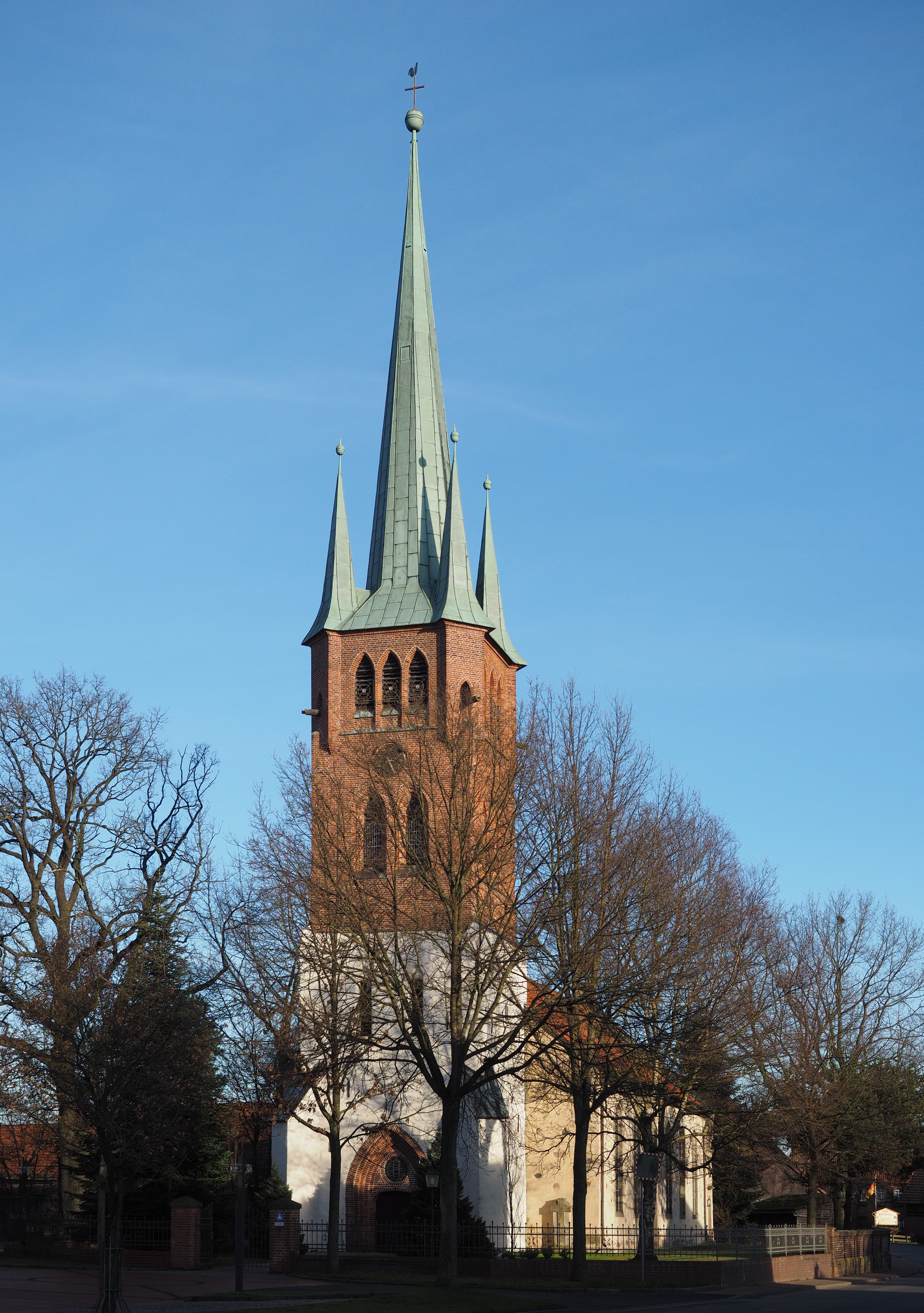
St.-Nicolai-und-Catharinen-Kirche

Die heutige evangelisch-lutherische St.-Nicolai- und Catharinen-Kirche wurde im 13. Jahrhundert erbaut, als Wahrenholz unter Bischof Konrad von Hildesheim (1221–1246) selbständiges Kirchspiel wurde. Als 1528 in Wahrenholz die Reformation eingeführt wurde, nahm die Kirchengemeinde die evangelisch-lutherische Glaubensrichtung an.

### Eingemeindungen
Im Zuge der Gebietsreform in Niedersachsen, die am 1. März 1974 stattfand, wurde die zuvor selbständige Gemeinde Betzhorn in die Gemeinde Wahrenholz eingegliedert. Der Name wird mit langem e gesprochen (Beetshorn).

### Einwohnerentwicklung
| Jahr      | 1974 | 1980 | 1985 | 1990 | 1995 | 2000 | 2005 | 2010 | 2015 | 2020 | 2022 |
| --------- | ---- | ---- | ---- | ---- | ---- | ---- | ---- | ---- | ---- | ---- | ---- |
| Einwohner | 2128 | 2072 | 2131 | 2337 | 3181 | 3618 | 3824 | 3712 | 3624 | 3673 | 3725 |

## Politik

### Gemeinderat
Der Rat der Gemeinde Wahrenholz setzt sich aus 15 Mandatsträgern aus vier politischen Parteien und drei Wählergemeinschaften/Gruppen zusammen. Die Ratsmitglieder werden im Turnus bei eine Kommunalwahl für jeweils fünf Jahre gewählt.
Bei der Kommunalwahl 2021 ergab sich folgende Sitzverteilung:
| Gemeinderat 2021Insgesamt 15 Sitze - SPD: 2 - Grüne: 1 - Unabh.: 1 - FDP: 1 - UfW: 3 - CDU: 7 |

Die vorherigen Kommunalwahlen ergaben die folgenden Sitzverteilungen:
| Wahljahr | CDU | SPD | Grüne | UfW | parteilos | Gesamt   |
| -------- | --- | --- | ----- | --- | --------- | -------- |
| 2016     | 8   | 2   | 1     | 3   | 1         | 15 Sitze |

### Bürgermeister
Der ehrenamtliche Bürgermeister Herbert Pieper (CDU) wurde bei der konstituierenden Gemeinderatssitzung im November 2021 gewählt.

### Wappen
Der Entwurf des Kommunalwappens von Wahrenholz stammt von dem Heraldiker und Wappenmaler Gustav Völker, der zahlreiche Wappen in der Region Hannover erschaffen hat. Das Wappen wurde am 20. Februar 1965 vom Gemeinderat beschlossen und die Genehmigung wurde am 15. Februar 1966 durch den lüneburgischen Regierungspräsidenten erteilt.
| Wappen von Wahrenholz | Blasonierung: „In Gold ein schräglinks gestellter blauer Wellenbalken, begleitet oben von einer liegenden schwarzen Wolfsangel, unten von einem nach rechts gewandten schwarzen Eberkopf.“ |
| Wappen von Wahrenholz | Wappenbegründung: Der Wellenbalken weist auf den durch das Gemeindegebiet fließenden Fluss Ise hin. Die Wolfsangel im Ortswappen, die öfter als ein Zeichen der Wehrhaftigkeit gedeutet wird, symbolisiert eine ehemalige Wehrburg an der Ise, die zum Schutz gegen die Wenden um das Jahr 1000 diente. Der Eberkopf würdigt eine in der Region häufig anzutreffende Tierart, das Wildschwein. |

### Partnerschaften
- Powiat Radziejowski, Landkreis in Polen, seit 2002[8]

## Kultur und Sehenswürdigkeiten

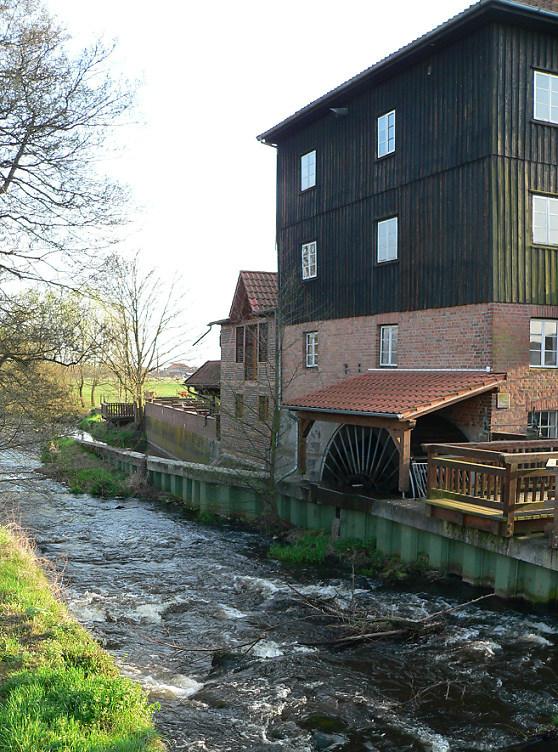
Wassermühle an der Ise in Wahrenholz

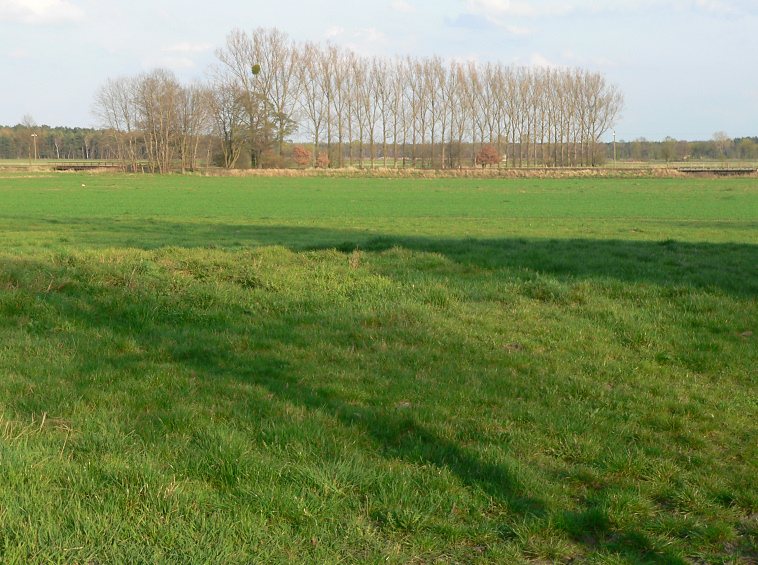
Standort der Burg Wahrenholz gegenüber der Wassermühle auf einer heutigen Wiese

### Bauwerke
Wassermühle
Am östlichen Ortsrand liegt an der Niedersächsischen Mühlenstraße eine historische Wassermühle an der Ise, die 1425 erstmals urkundlich erwähnt wurde. 1606 brannte sie ab und wurde wieder aufgebaut. Das heutige Mühlengebäude stammt von 1888. In diesem Jahr wurde das Wasserrad durch eine Turbine ersetzt. Die Mühle entwickelte sich von einer kleinen Wassermühle zu einer modernen Handelsmühle. Sie wurde bis 1987 gewerblich betrieben. Heute läuft wieder ein Wasserrad zum Betrieb der historischen Maschinen in der Mühle.
Burg Wahrenholz
Unmittelbar auf einer Wiese an der Ise gegenüber der Wassermühle befindet sich der Burgstall der Burg Wahrenholz. Es handelte sich um eine Wallburg als Holz/Erde-Konstruktion mit einem Innendurchmesser von rund 30 Metern. Die Befestigung soll zum Schutz gegen die Einfälle von Slawen 994 errichtet worden sein und wird erstmals urkundlich um 1015 in Besitzaufzeichnungen des Bistums Hildesheim erwähnt. Die Anlage gilt als Keimzelle des späteren Dorfes Wahrenholz. Im 19. Jahrhundert und Anfang des 20. Jahrhunderts gab es archäologische Untersuchungen durch Ausgrabungen, die von 2006 bis 2014 weitergeführt wurden.
St. Nicolai- und Catharinen-Kirche
Siehe den Abschnitt Religionen
Gedenkstein
Nordöstlich des Heiligen Hains steht ein Hermann-Löns-Gedenkstein.

### Naturschutzgebiete

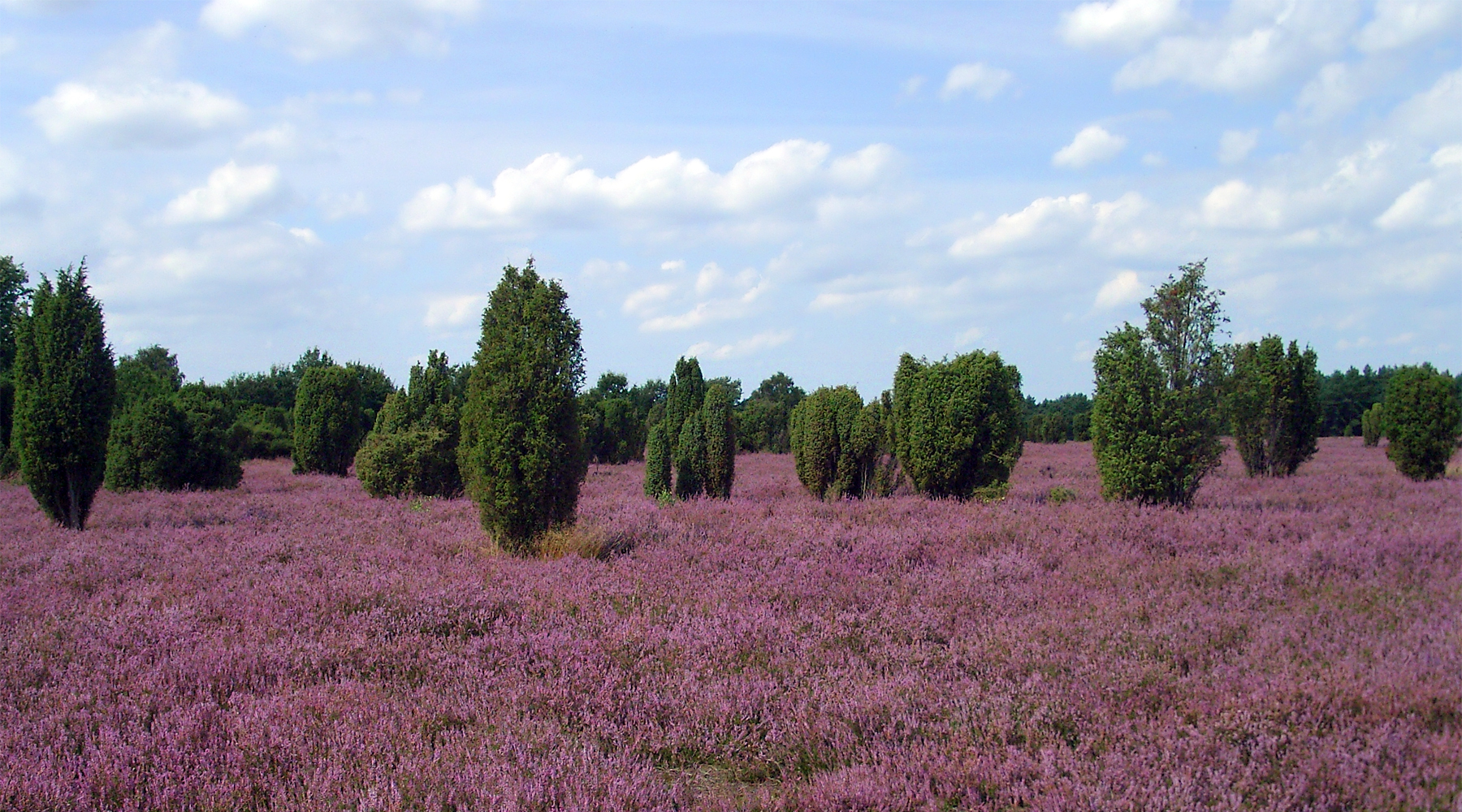
Naturschutzgebiet Heiliger Hain

Ein touristischer Anziehungspunkt ist der Heilige Hain am Ortsrand von Betzhorn, eines der ältesten Naturschutzgebiete Deutschlands, in dem sich ein ursprüngliches Stück der Kulturlandschaft Lüneburger Heide mit Heideflächen, urwüchsigen gemischten Beständen und vor allem Wacholdergruppen erhalten hat. Für den Kernbereich wurde bereits 1913 verfügt, dass das Kulturartenverhältnis nicht mehr verändert werden durfte, unter Naturschutz im heutigen Sinne steht seit 1969 das zwischenzeitlich von 5,75 auf 40,30 ha vergrößerte Gebiet.

### Sportvereine
In Wahrenholz sind mehrere Sportvereine aktiv:
- VfL Wahrenholz (Fußball, Tennis und Gymnastik)
- TTC Wahrenholz (Tischtennis)
- TVC Wahrenholz (Turnen)
- Turnverein Teichgut (Tischtennis, Theater, Kinderturnen, Volkstanzen)

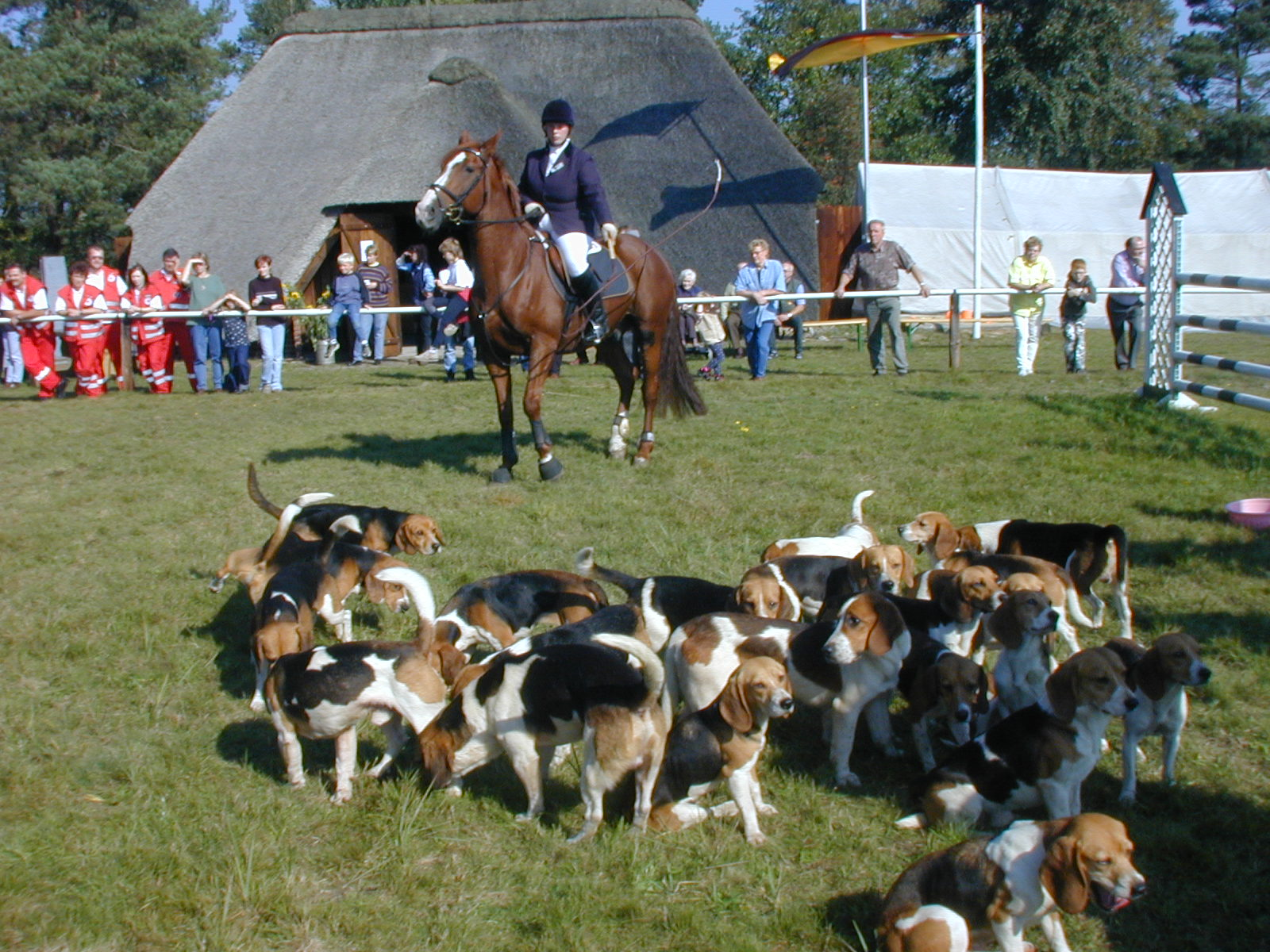
Traditionelle Schleppjagd beim RuF Wahrenholz & Umgebung

- Traditionelle Schleppjagd beim RuF Wahrenholz & UmgebungRuF Wahrenholz & Umgebung

### Regelmäßige Veranstaltungen
- Das alljährliche mehrtägige Schützenfest mit den Schützen der „Schützengesellschaft von 1631 e. V.“ genießt überregionale Bekanntheit
- zwei Mal im Jahr findet ein Jahrmarkt (früher Krammarkt) statt
- Oktoberfest
- Mühlenfest Veranstalter durch die Mühlenfreunde Wahrenholz e. V.
- Weinfest durch die Mühlenfreunde Wahrenholz e. V.

## Wirtschaft und Infrastruktur
Getreideanbau, mit Roggen an erster Stelle, Zuckerrüben- und Kartoffelerzeugung sowie Milchviehhaltung spielen eine große Rolle im Wirtschaftsleben von Wahrenholz; dazu kommen Gewerbebetriebe, die im weiteren Sinne mit der Landwirtschaft zu tun haben wie Produktverarbeitung oder Maschinenbereitstellung.
Es gibt zahlreiche auch überörtliche Gewerbebetriebe. Den Einpendlern steht allerdings ein Mehrfaches an Auspendlern gegenüber, vor allem nach Wolfsburg.

### Verkehr
Die B 4 führt einige Kilometer westlich an der Gemeinde vorbei. Wahrenholz hat einen Regional-Bahnhof an der Bahnstrecke Braunschweig–Wieren.

### Ölförderung
Seit 1930 sind alle Wahrenholzer Grundeigentümer an den Erlösen beteiligt, die mit zwei Ölförderpumpen erwirtschaftet werden.

## Persönlichkeiten

### Söhne und Töchter der Gemeinde
- Ferdinand Haltenhoff (1836–1891), Stadtdirektor von Hannover
- Wolf-Dieter Löser (* 1949), Generalleutnant der Bundeswehr

### Personen, die mit der Gemeinde in Verbindung stehen
- Bernward von Hildesheim (um 950/960–1022), Bischof von Hildesheim
- Hermann Fischer; (1885–1975), Natur- und Tierfotograf, Grafiker
- Hermann Löns (1866–1914), Dichter